# Edward Savage
Edward Savage, né le 26 novembre 1761 à Princeton dans le Massachusetts, et mort le 6 juillet 1817 dans la même ville, est un peintre de portraits et un graveur américain.

## Biographie
Edward Savage est né le 26 novembre 1761 à Princeton dans le Massachusetts. Il est le fils de Seth et de Lydia Craige Savage. Il exerce d'abord en tant qu'orfèvre, métier qu'il abandonne cependant pour la peinture de portraits et la gravure.
Bien qu'il n'ait apparemment pas reçu de formation en peinture, il devient célèbre en 1790 grâce à son portrait de George Washington, commandé par l'l'Université de Harvard. En 1791, il visite Londres, où il étudie pendant un certain temps sous Benjamin West, puis il se rend en Italie. À son retour aux États-Unis en 1794, il pratiqua à Philadelphie et à New York, où il conserve pendant plusieurs années une galerie d'images et un musée d'art sur la rue Water à New York.
Robert Edge Pine commence la première représentation de Congress Voting Independence (Historical Society of Pennsylvania Collection, Atwater Kent Museum, Philadelphie) en 1784, mais elle reste inachevée à sa mort. Savage acheve la peinture en 1801 et produit l'image en masse en manière noire. Ses portraits d'Anthony Wayne, Benjamin Rush et de Thomas Jefferson sont très appréciés. Savage est surtout connu pour son grand groupe de portraits, The Washington Family[réf. souhaitée] (commencé en 1789 et achevé en 1796), qui représente le président George Washington, la première dame Martha Washington, deux de ses petits-enfants, George Washington Parke Custis et Eleanor Parke Custis, et un esclave, probablement Christopher Sheels. Le tableau fait partie de la collection formée par William F. Havemeyer, New York, jusqu'à ce qu'il soit acheté par Andrew Mellon et donné à la National Gallery of Art, Washington, D.C..
Après le départ de Jarvis, il a comme élèves Charles Bird King et John Crawley.

## Œuvres
- Général Henry Knox[6],[7],[8]

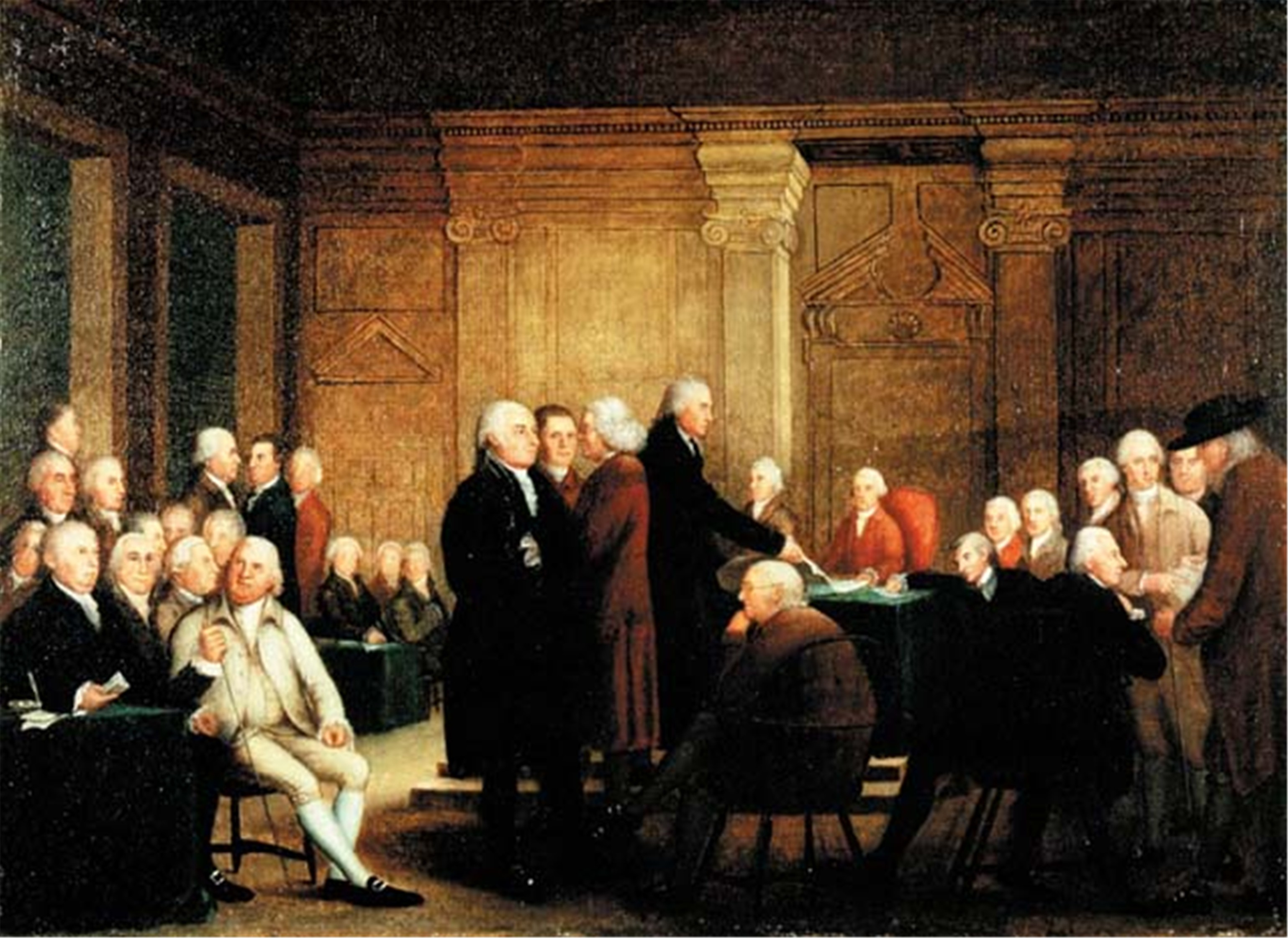
Musée Atwater Kent, Philadelphie
Le Congrès vote l'indépendance (1784-1801)

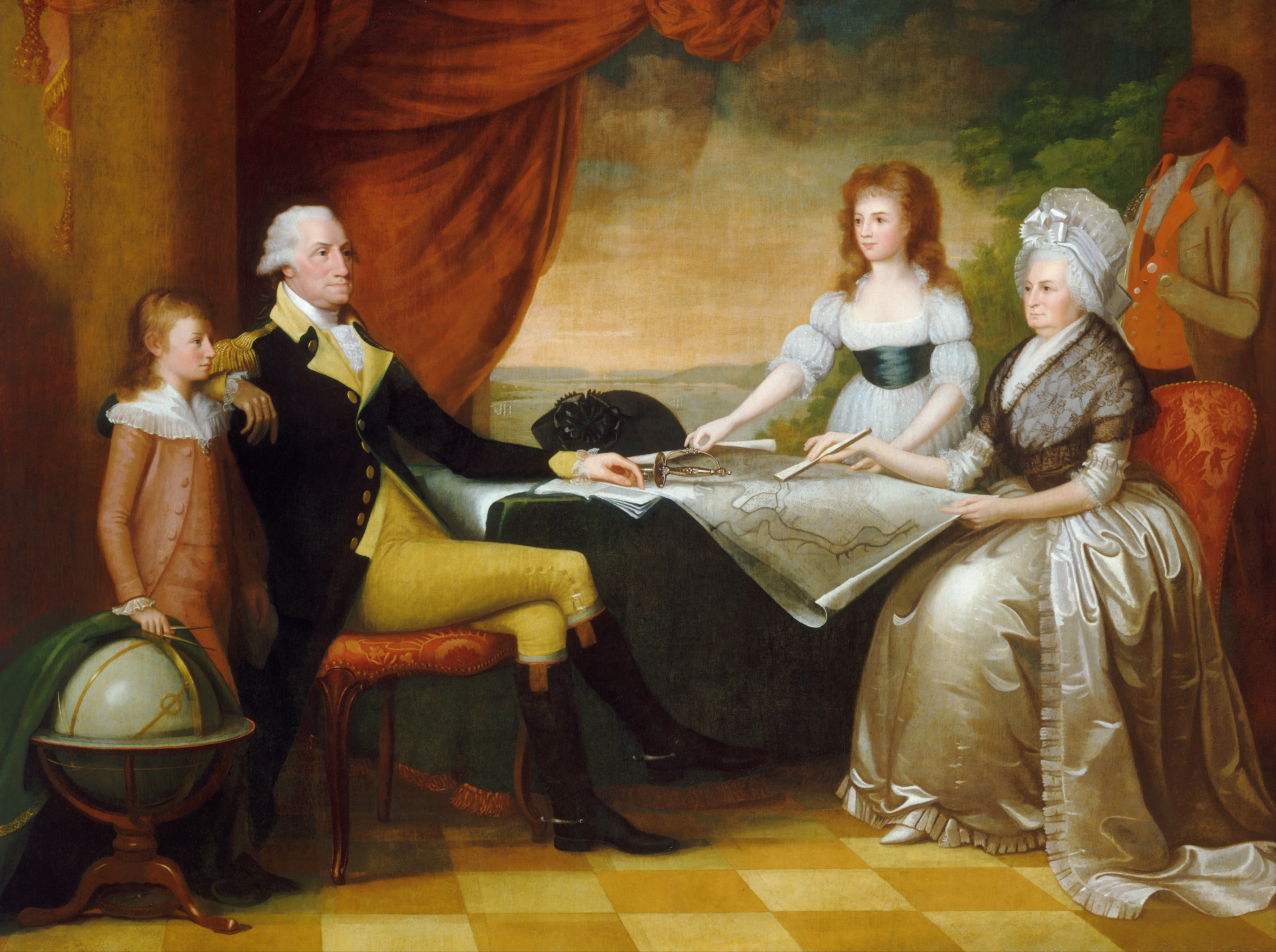
^{National Gallery of Art}
La famille Washington (1789-96)

- La famille Washington (The Washington Family), peinture, 25 x 30 inches, représente le président, son épouse, deux petits-enfants et un esclave, dont on suppose qu'il s'agit de Chritopher Sheels, dans leur résidence de Mount Vernon[9],[10],[11],[12],[13]
- Le Congrès vote l'indépendance (en), Robert Edge Pine et Edward Savage[14]
- Portrait de George Washington[15],[16]
- Portrait de Sarah Seaver Savage[17]
- Eben Seaver[18]
- Robert Treat Paine, "Dessiné et gravé par J. B. Longacre à partir d'une esquisse de Savage."[18]
- The East Front of Mount Vernon[19]

## Publications
- Charles Henry Hart (en), dans Proceedings of the Massachusetts Historical Society (Boston, 1905)